# Dolichoderus nigricornis
Dolichoderus nigricornis är en myrart som beskrevs av Clark 1930. Dolichoderus nigricornis ingår i släktet Dolichoderus och familjen myror. Inga underarter finns listade i Catalogue of Life.